# Kabinet-Stocker
Het kabinet-Stocker is de huidige regering van de Bondsrepubliek Oostenrijk sinds 3 maart 2025.
De regering bestaat voor het eerst in de Oostenrijkse geschiedenis uit drie partijen: de christendemocratische ÖVP, de sociaaldemocratische SPÖ en het liberale NEOS. Laatstgenoemde partij neemt eerstmaals regeringsverantwoordelijkheid. 
Deze combinatie van partijen wordt ook wel een klassieke tripartite genoemd, maar in Oostenrijk draagt deze constellatie de naam Zuckerl-Koalition (snoepgoedcoalitie).
Hoewel er tussendoor nog met de rechts-radicale FPÖ werd gesproken over een nieuwe regering, werd later deze partij - die voor het eerst de grootste werd - naar de oppositiebanken verwezen. 

## Samenstelling
| Ambtsbekleder                                                | Ambtsbekleder            | Ambtsbekleder                   | Functie(s)                                                | Ambtstermijn    | Ambtstermijn | Partij(en) |
| ------------------------------------------------------------ | ------------------------ | ------------------------------- | --------------------------------------------------------- | --------------- | ------------ | ---------- |
|                                                              | Christian Stocker        | Christian Stocker (1960)        | Bondskanselier                                            | 3 maart 2025    | heden        | ÖVP        |
|                                                              | Andreas Babler           | Andreas Babler (1973)           | Vicekanselier                                             | 3 maart 2025    | heden        | SPÖ        |
| Minister voor Administratieve Zaken, Kunst, Cultuur en Sport | Andreas Babler           | Andreas Babler (1973)           |                                                           | 3 maart 2025    | heden        | SPÖ        |
|                                                              | Gerhard Karner           | Gerhard Karner (1967)           | Minister van Binnenlandse Zaken                           | 6 december 2021 | heden        | ÖVP        |
|                                                              | Beate Meinl-Reisinger    | Beate Meinl- Reisinger (1978)   | Minister van Buitenlandse Zaken                           | 3 maart 2025    | heden        | NEOS       |
|                                                              | Markus Marterbauer       | Markus Marterbauer (1965)       | Minister van Financiën                                    | 3 maart 2025    | heden        | O          |
|                                                              | Anna Sporrer             | Anna Sporrer (1962)             | Minister van Justitie                                     | 3 maart 2025    | heden        | O          |
|                                                              | Wolfgang Hattmannsdorfer | Wolfgang Hattmannsdorfer (1979) | Minister van Economische Zaken                            | 3 maart 2025    | heden        | ÖVP        |
| Minister van Arbeid                                          | Wolfgang Hattmannsdorfer | Wolfgang Hattmannsdorfer (1979) |                                                           | 3 maart 2025    | heden        | ÖVP        |
|                                                              | Klaudia Tanner           | Klaudia Tanner (1970)           | Minister van Defensie                                     | 7 januari 2020  | heden        | ÖVP        |
|                                                              | Korinna Schumann         | Korinna Schumann (1964)         | Minister van Volksgezondheid                              | 3 maart 2025    | heden        | SPÖ        |
| Minister van Sociale Zaken                                   | Korinna Schumann         | Korinna Schumann (1964)         |                                                           | 3 maart 2025    | heden        | SPÖ        |
|                                                              | Christoph Wiederkehr     | Christoph Wiederkehr (1990)     | Minister van Onderwijs en Wetenschap                      | 3 maart 2025    | heden        | NEOS       |
|                                                              | Peter Hanke              | Peter Hanke (1964)              | Minister van Transport                                    | 3 maart 2025    | heden        | SPÖ        |
| Minister van Milieu, Klimaat, Energie en Technologie         | Peter Hanke              | Peter Hanke (1964)              |                                                           | 3 maart 2025    | heden        | SPÖ        |
|                                                              | Norbert Totschnig        | Norbert Totschnig (1974)        | Minister van Landbouw en Bosbouw                          | 3 maart 2025    | heden        | ÖVP        |
| Minister van Waterstaat                                      | Norbert Totschnig        | Norbert Totschnig (1974)        |                                                           | 3 maart 2025    | heden        | ÖVP        |
|                                                              | Claudia Plakolm          | Claudia Plakolm (1994)          | Minister voor Europese Zaken, Integratie en Familie Zaken | 3 maart 2025    | heden        | ÖVP        |
|                                                              | Eva-Maria Holzleitner    | Eva-Maria Holzleitner (1993)    | Minister voor Vrouwen en Gelijkheid                       | 3 maart 2025    | heden        | SPÖ        |

Renner · Figl I · Figl II · Figl III · Raab I · Raab II · Raab III · Raab IV · Gorbach I · Gorbach II · Klaus I · Klaus II · Kreisky I · Kreisky II · Kreisky III · Kreisky IV · Sinowatz · Vranitzky I · Vranitzky I · Vranitzky III · Vranitzky IV · Vranitzky V · Klima · Schüssel I · Schüssel II · Gusenbauer · Faymann I · Faymann II · Kern · Kurz I · Bierlein · Kurz II · Schallenberg · Nehammer · Stocker